# Международный аэропорт имени Ннамди Азикиве
Международный аэропорт имени Ннамди Азикиве (англ. Nnamdi Azikiwe International Airport; IATA: ABV, ICAO: DNAA) — международный аэропорт, обслуживающий столицу Нигерии Абуджу и Федеральную столичную территорию. Назван в честь первого президента Нигерии Ннамди Азикиве. Аэропорт находится примерно в 20 километрах к западу от Абуджи и включает международный и внутренний терминалы, которые обслуживаются единой взлётно-посадочной полосой.
На территории аэропорта находится Управление гражданской авиации Нигерии. Приводная радиостанция Абуджи находится в 1,7 морских миль (3,1 км) от ВПП 22. VOR/DME Абуджи находится в 1,3 морских милях (2,4 км) от той же ВПП.

## История
Аэропорт был построен в 2000 году и открыт в 2002 году.
В ноябре 2006 года компания Abuja Gateway Consortium подписала контракт на управление аэропортом на 101,1 млн долларов в течение следующих 25 лет. Контракт включал в себя строительство гостиницы в аэропорту, частных автостоянок, торговых центров и таможенного склада на общую сумму 50 миллионов долларов в течение первых пяти лет, а также авансовый платёж в размере 10 миллионов долларов. Согласно бизнес-плану, общий объём инвестиций составил бы 371 млн долларов в течение срока действия контракта. Однако в апреле 2008 года.президент страны Умару Яр-Адуа аннулировал контракт.
Были озвучены планы строительства второй взлётно-посадочной полосы. Контракт на 423 миллиона долларов США был заключён с компанией Julius Berger Construction Company, но был расторгнут из-за высокой стоимости. Федеральное правительство одобрило новые заявки на строительство второй взлётно-посадочной полосы.
4 января 2017 года Федеральный исполнительный совет Нигерии поддержал решение Министерства авиации закрыть аэропорт на шесть недель для ремонта взлётно-посадочной полосы, которая, как сообщалось, была в ненадлежащем состоянии. Правительство Нигерии также одобрило выделение 1 миллиарда найр для завершения строительства терминала аэропорта Кадуна, который мог стать альтернативой для аэропорта Абуджи. Некоторые пользователи аэропорта, включая сенат Нигерии, выступили против запланированного закрытия. Считалось, что закрытие аэропорта создаст трудности для пассажиров международных и местных авиалиний.
8 марта 2017 года Нигерия объявила о закрытии аэропорта как минимум на шесть недель для проведения необходимого ремонта взлётно-посадочной полосы. 18 апреля 2017 года аэропорт был открыт после реконструкции.
20 декабря 2018 года президент Мухаммаду Бухари ввёл в эксплуатацию новое здание терминала. Федеральное управление аэропортов Нигерии заявляет, что новое здание терминала может обслуживать до 15 миллионов пассажиров в год.

## Авиакомпании и пункты назначения

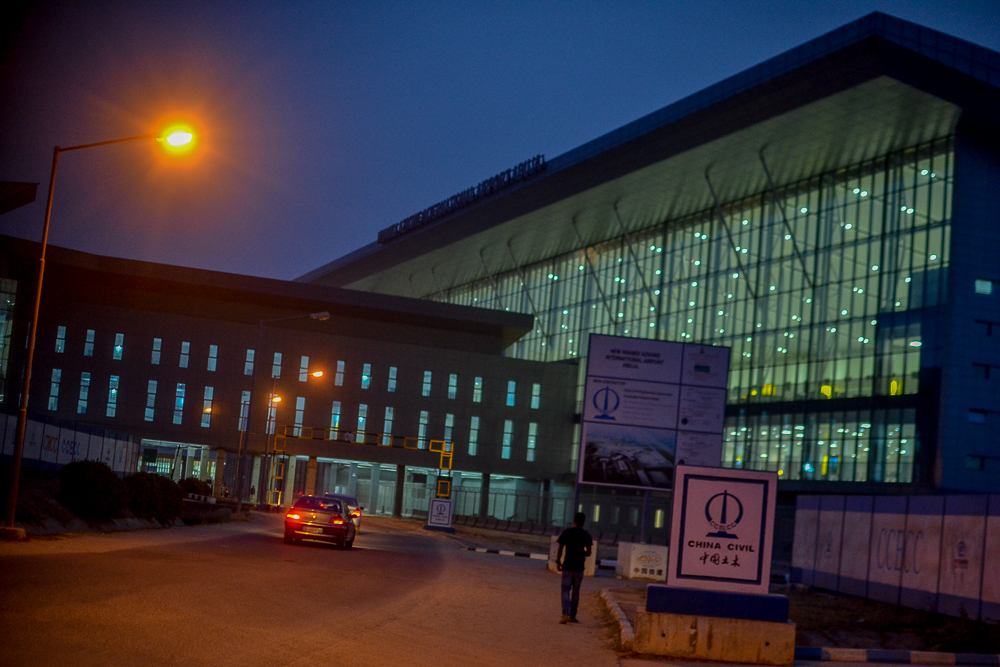
Главное здание терминала

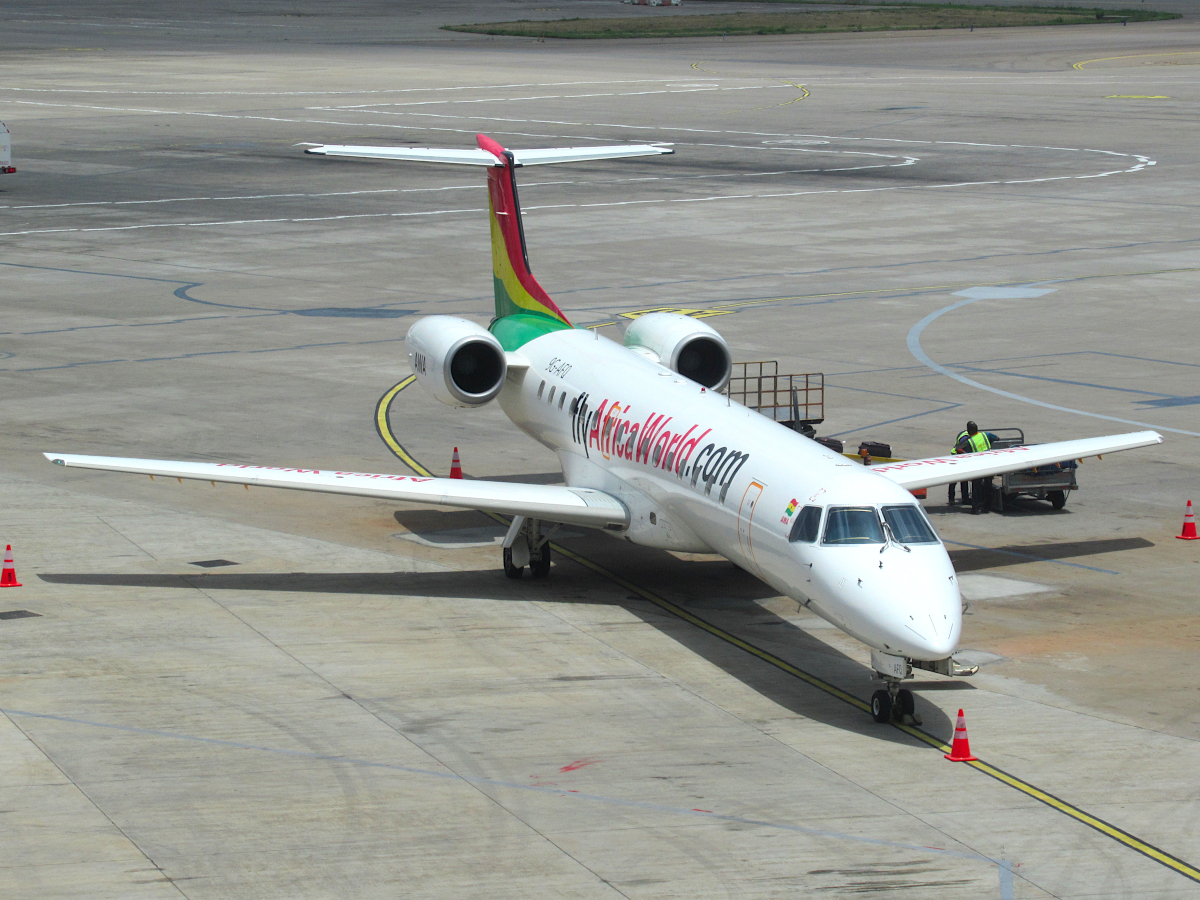
Вид на площадку для стоянки самолётов